# Le Docteur Jivago (film)
Pour les articles homonymes, voir Le Docteur Jivago.
Cet article possède un paronyme, voir  Dr. Z-Vago.
Pour plus de détails, voir Fiche technique et Distribution.
Le Docteur Jivago (Doctor Zhivago) est un film britannico-italo-americain réalisé par David Lean et sorti en 1965. Il est l'adaptation du roman du même nom de Boris Pasternak.
Ce film épique obtient des critiques partagées, certaines lui reprochant notamment sa longueur, mais c'est un immense succès commercial, neuvième plus gros succès de l'histoire du cinéma avec 1,9 milliard de dollars de recettes (valeur réactualisée en tenant compte de l'inflation[Quand ?]). Le film reçoit par ailleurs de nombreuses récompenses, dont cinq Oscars. Le Docteur Jivago est notamment réputé pour la splendeur de ses décors, ses costumes et la musique de Maurice Jarre.

## Synopsis

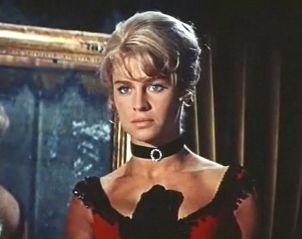
Julie Christie dans le rôle de Lara.

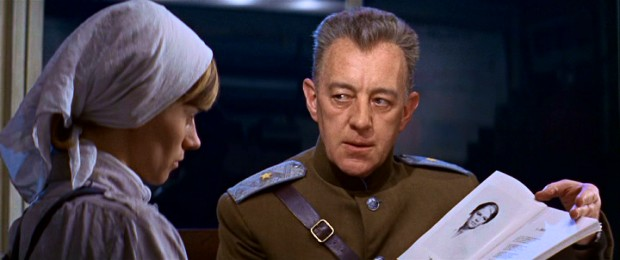
Rita Tushingham et Alec Guinness.

Dans les années 1950, près d'un barrage hydroélectrique en URSS, le général Yevgraf Jivago recherche la fille de son demi-frère, Youri Jivago, et de Lara Antipova. Il convoque dans le poste du responsable du barrage Tanya Komarova, une femme qu'il pense être sa nièce. Lorsque Yevgraf l'interroge, elle avoue ne plus se rappeler de son enfance et de l'identité de ses parents. Le général entame alors le récit de l'histoire de son demi-frère.
Après la perte de sa mère, Youri, encore enfant, est recueilli par des amis de sa mère, Alexandre et Anna Gromeko, et grandit avec leur fille Tonia à Moscou. Le seul héritage de sa mère est une balalaïka, un instrument dont cette dernière jouait avec virtuosité.
En 1913, bien des années plus tard, Youri est devenu étudiant en médecine et poète. Une manifestation pacifique se transforme en bain de sang à Moscou ; des gens du peuple tombent sous les sabres des cavaliers cosaques venus rétablir l'ordre. Parmi les contestataires se trouve Pavel Antipov, jeune révolutionnaire idéaliste, surnommé « Pacha » et fiancé à Lara. Blessé au visage lors de la charge des cosaques, il court vers elle pour lui demander des soins et en profite pour lui faire garder un pistolet récupéré par terre. Lara est une belle jeune femme, ce qui lui vaut l'attirance de Victor Komarovsky, l'amant de sa mère. C'est un homme plus âgé et influent qui soutient les libéraux, favorables à des réformes limitées du régime tsariste. La mère de Lara tente de se suicider lorsqu'elle découvre la liaison perverse entre son amant et sa fille. Komarovsky, la découvrant gisant sur le lit, fait appel à son ami docteur, qui se trouve être le professeur de Youri. Le docteur et Youri, son élève, parviennent à sauver la mère et promettent de ne rien révéler à Lara. Quand Komarovsky apprend les intentions de mariage de Lara avec Pacha, il essaie de l'en dissuader, puis la viole. En état de choc, elle tente de le tuer avec le revolver de Pacha en pleine réception pour le réveillon de Noël à une fête où il s'était rendu. Elle tire sur Komarovsky, ce qui ne le blesse que légèrement au bras. Celui-ci demande alors de ne pas faire appel à la police, de peur que Lara ne révèle ses outrages. Ainsi Lara quitte la salle, escortée de Pacha, qui l'avait suivie tandis que Komarovsky se fait rapidement soigner par Youri. Lara et Pacha se marient et ils ont une fille prénommée Katya.
La Première Guerre mondiale éclate puis la guerre civile entre rouges et blancs. Youri est réquisitionné par le Parti ouvrier social-démocrate de Russie pour soigner les blessés de l'armée impériale russe. Pacha est laissé pour mort au cours d'une charge héroïque contre les forces allemandes. Sur le front Youri retrouve Lara, engagée comme infirmière volontaire pour retrouver son mari : ils soignent ensemble les blessés dans un hôpital militaire. Dans la difficile épreuve de la guerre vue de l'arrière, Lara et Youri tombent amoureux. Mais Youri reste fidèle à Tonia, avec qui il vient de se marier.
Après la fin du conflit, Lénine a pris le pouvoir. Youri Jivago retourne à Moscou auprès de son beau-père, sa femme Tonia et son fils Alexandre et trouve sa maison occupée par des prolétaires souffrant de disette, du froid et du typhus. Ses poèmes, jugés anti-communistes, mettent Youri en danger. Yevgraf, né d'une relation du père de Youri avec une aristocrate européenne et admirateur de ses écrits, est à présent dans la police. Il le sauve d'une confrontation et organise un voyage vers l'Oural dont Youri est originaire et où il a une maison dans la bourgade de Varykino, afin que sa famille soit à l'abri de la répression bolchevique.
Pendant le voyage en wagon à bestiaux, Youri est confronté à la misère et la violence de la guerre civile. Il rencontre alors fortuitement Pacha devenu le sinistre général bolchevik Strelnikov (personnage inspiré par Léon Trotski). Celui-ci est toujours marié à Lara, mais il ne l'a pas vue depuis le début des conflits. Il sait cependant qu'elle habite dans la ville de Youriatine, voisine de Varykino. Arrivés à Varykino, Youri et Tonia découvrent que la maison de famille a été réquisitionnée par les rouges. Youri, Alexandre et Tonia s'installent alors dans le pavillon d'à côté, où ils vont mener une vie paisible et champêtre, vivant des récoltes du jardin.
Plus tard, Youri retrouve Lara qui vit à Youriatine avec sa fille Katya. L'attirance qu'ils éprouvent l'un pour l'autre refait surface et ils deviennent amants. Dans une scène avec Katya, une allusion est faite à l'endoctrinement des enfants par le nouveau régime vis-à-vis du tsarisme.
Lorsque Tonia tombe enceinte à nouveau, Youri renonce à sa relation adultère et rend visite à Lara pour y mettre un terme. Sur le chemin du retour, il est capturé par les partisans communistes et doit les accompagner pour servir de médecin, sans avoir la possibilité d'avertir les siens.
Au bout de deux années, Youri réussit enfin à s'échapper dans une tempête de neige. Après une longue et difficile traversée du désert blanc de Russie, c'est presque mort de froid que Youri retrouve Lara. Elle lui indique que sa famille est partie pour Moscou et qu'elle doit aller à Paris dans un proche avenir. Lara et Youri renouent leur relation dans la petite maison d'Youriatine. Komarovsky réapparaît et annonce au couple que la Tchéka les menace tous les deux : Lara pour son mariage avec Strelnikov, détesté du gouvernement, et Youri pour sa désertion et ses poèmes contre-révolutionnaires. Komarovsky propose alors son aide et, jouant de ses relations, leur offre un moyen de fuir la Russie par l'est. Les deux amants refusent et repoussent Komarovsky dans le froid glacial de l'hiver russe.
Croyant tout de même aux avertissements de Komarovsky, Lara et Youri repartent s'installer à Varykino, dans la maison autrefois réquisitionnée par les révolutionnaires. Youri commence la rédaction de ses Poèmes pour Lara, ce qui lui attirera la sympathie du peuple mais aussi la défaveur du gouvernement. Komarovsky refait irruption, annonce que Strelnikov a été arrêté peu de temps auparavant et qu'il s'est suicidé. De ce fait, Lara est en danger de mort car la Tchéka ne l'avait épargnée que pour attirer Strelnikov à elle. Komarovsky propose une seconde fois au couple de s'échapper avec lui vers la Mongolie, ce qu'ils acceptent cette fois-ci. Au moment de partir, Youri prétexte un manque de place dans les traîneaux pour rejoindre Lara et le convoi plus tard. Ce qu'il ne fera pas ; Youri est résolu à affronter son destin, ne pouvant suivre un homme qu'il méprise depuis toujours pour ce qu'il avait fait à Lara autrefois.
Quelques années plus tard, pendant la période stalinienne, les deux demi-frères Youri et Yevgraf se retrouvent à Moscou. Ce dernier procure un travail à Youri, malade et physiquement affaibli. Puis, lors d'un trajet dans le tramway, Youri aperçoit une femme dans la rue qui ressemble fortement à Lara. Il sort du tramway pour l'interpeller, mais ne parvient pas à crier assez fort ; il succombe d'une crise cardiaque en pleine rue. Ses funérailles rassemblent beaucoup de monde car ses poèmes ont gagné le cœur du peuple. C'est là que Lara rencontre Yevgraf, lui révèle qu'elle a donné naissance à la fille de Youri et lui demande de l'aide pour la retrouver, car celle-ci a été perdue dans le tumulte de l'occupation de la Mongolie par la Chine. Elle ne la retrouvera pas à Moscou, malgré l'aide dévouée de Yevgraf. Lara disparaît ensuite, probablement déportée ou exécutée dans le cadre de la Grande Terreur.
De retour dans le présent, Yevgraf suppose que Tanya est la fille de Lara et de Youri et lui présente une photo de son père et de sa mère. La jeune fille reste sceptique sur sa véritable identité, mais Yevgraf lui fait promettre qu'elle y réfléchira à l'avenir. En partant, Tanya remet sur son dos une balalaïka,  l'instrument dont jouait la mère de Youri quand ce dernier était enfant, et qui l'avait accompagné durant toute sa vie, ultime confirmation, pour Yevgraf, que Tanya est bien la fille de Youri et de Lara.

## Fiche technique
Sauf indication contraire, les informations mentionnées dans cette section peuvent être confirmées par la base de données cinématographiques IMDb,  présente dans la section « Liens externes ».
- Titre original en anglais : Doctor Zhivago
- Titre de la version allemande : Doktor Schiwago
- Titre de la version italienne : Il dottor Živago
- Titre de la version française : Le Docteur Jivago
- Réalisation : David Lean
- Scénario : Robert Bolt, d'après le roman Le Docteur Jivago de Boris Pasternak
- Direction artistique : John Box et Terence Marsh
- Costumes : Phyllis Dalton
- Décors : Dario Simoni
- Photographie : Frederick A. Young et Nicolas Roeg

Photographie (seconde équipe) : Manuel Berenguer, Desmond Dickinson
- Cadreurs : Ernest Day et Alex Thomson (non crédité)
- Montage : Norman Savage
- Musique : Maurice Jarre
- Production : David Lean, Carlo Ponti
- Production déléguée : Arvid L. Griffen
- Société de production :  Metro-Goldwyn-Mayer,  Carlo Ponti Cinematografica, Vaduz Sostar S.A.
- Société de distribution : Metro-Goldwyn-Mayer
- Pays de production : Royaume-Uni, États-Unis,  Italie
- Budget : 15 millions de dollars[2][réf. à confirmer]
- Langue de tournage : anglais
- Format : couleur - copies 70 mm - 2,20:1 - négatifs 35 mm ratio 2,35:1
- Genre : Drame, romance et historique
- Durée : 201 minutes
- Dates de sortie :
  - États-Unis : 22 décembre 1965
  - France : 7 décembre 1966
- Affiches : Macario Gómez Quibus (Espagne), Gilbert Allard (France)

## Distribution

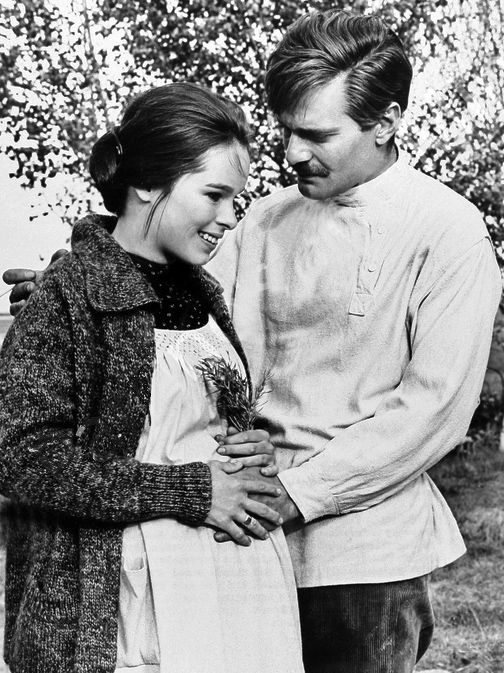
Geraldine Chaplin et Omar Sharif.

- Omar Sharif (VF : André Oumansky)[3] : le docteur Youri Jivago (Yuri Zhivago en VO)
- Julie Christie (VF : Nadine Alari) : Larissa Antipova, dite « Lara »
- Geraldine Chaplin (VF : Michèle André) : Tonia Gromeko Jivago
- Rod Steiger (VF : André Valmy) : Victor Komarovsky
- Alec Guinness (VF : Jacques Thébault) : le général Yevgraf Jivago
- Tom Courtenay (VF : Marc Cassot) : Pavel Antipov, dit « Pacha » / Strelnikov (Pasha en VO)
- Siobhan McKenna (VF : Micheline Dax) : Anna
- Ralph Richardson (VF : Jacques Mauclair) : Alexandre Gromeko
- Rita Tushingham (VF : Arlette Thomas) : Tanya Komarova
- Klaus Kinski (VO : Robert Rietti ; VF : Jacques Thébault) : Kostoyed Amourski
- Geoffrey Keen (VF : Jean Martinelli) : le médecin professeur
- Lucy Westmore : Katya
- Bernard Kay (VF : Marcel Bozzuffi) : le soldat Keril
- Peter Madden : l'officier politique au départ du train
- Jack MacGowran (VF : Maurice Chevit) : Pépia le domestique
- Gerhard Jersch : David (non crédité)
- José Nieto : un prêtre (non crédité)
- Ingrid Pitt (non créditée)
- Mohamed Ali Assad-Bahador : Colonel des dragons (non crédité)

## Production

### Genèse, développement et attribution des rôles
Le producteur Carlo Ponti se fait céder les droits du roman de Boris Pasternak pour le compte de la MGM. Voulant accomplir un film proche de Lawrence d'Arabie (1962), il en confie la réalisation à David Lean et veut plusieurs membres de l'équipe de Lawrence d'Arabie : le scénariste Robert Bolt, le directeur de la photographie Freddie Young, le décorateur John Box et le compositeur Maurice Jarre[réf. à confirmer].
Pour le rôle du docteur Jivago, David Lean choisit d'abord Peter O'Toole. L'acteur refuse, déclarant que l'expérience de Lawrence d'Arabie, également réalisé par David Lean, avait été exténuante pour lui. Un conflit éclate alors entre eux deux, qui ne sera jamais réglé par la suite. Dirk Bogarde, Sean Connery, Burt Lancaster ou encore Max von Sydow seront également envisagés. Alors qu'Omar Sharif avait demandé à David Lean de lui donner le rôle de Pavel Antipov, l'acteur est le premier surpris lorsqu'il obtient le rôle-titre. Pour lui donner un physique plus « russe », les maquilleurs étirent les yeux d'Omar Sharif avec du sparadrap. L'acteur qui joue Jivago enfant est Tarek Sharif, le fils d'Omar. Michael Caine avait également fait quelques lectures pour le rôle du docteur Jivago[réf. à confirmer].
Le premier choix de David Lean pour le rôle de Komarovsky avait été Marlon Brando mais celui-ci n'a pas daigné répondre à son invitation. James Mason a accepté de le jouer mais D. Lean a finalement décidé de ne plus le prendre car il le croyait peu apte à dominer le caractère de Jivago. Rod Steiger fut donc embauché. Il est l'un des seuls acteurs américains du film[réf. à confirmer].
Le premier choix de David Lean pour le rôle de Tonia a été Audrey Hepburn mais il a été tellement impressionné par la prestation de Geraldine Chaplin lors de l'audition qu'il l'a aussitôt engagée[réf. à confirmer].
Le producteur Carlo Ponti, qui avait acheté les droits du roman, voulait que sa femme, Sophia Loren, obtienne le rôle de Lara. David Lean a refusé en déclarant qu'elle était trop grande pour le rôle. Le même rôle est refusé par Jane Fonda, qui ne veut pas partir tourner neuf mois en Espagne. Elle changera d'avis quelques mois plus tard, mais le rôle était déjà attribué à Julie Christie. David Lean la choisit après sa prestation dans Billy le menteur (1963) de John Schlesinger et sur la recommandation de John Ford, qui venait de la diriger dans Le Jeune Cassidy (1965)[réf. à confirmer].
Pour le rôle de « Pacha », le scénariste Robert Bolt recommande Albert Finney. Cependant, David Lean s'y oppose, en partie car l'acteur avait refusé un rôle dans Lawrence d'Arabie. C'est finalement Tom Courtenay qui incarne Pacha.

### Tournage

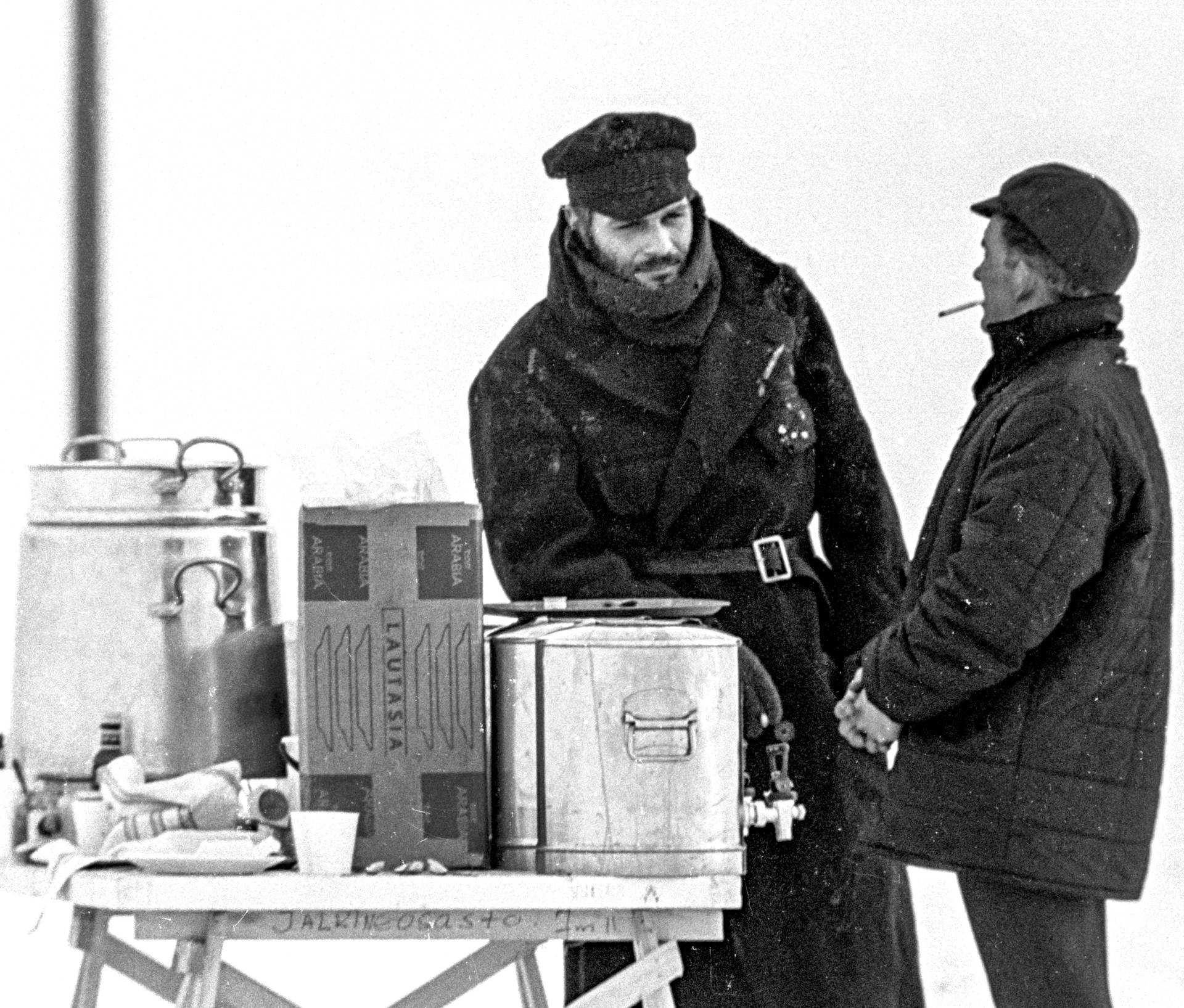
Omar Sharif lors du tournage en Finlande.

Le producteur Carlo Ponti voulait initialement tourner en Union soviétique mais s'est heurté au refus du gouvernement local. David Lean fait alors des repérages en Yougoslavie et en Scandinavie, mais les deux zones sont trop froides et la bureaucratie yougoslave complique énormément les démarches[réf. à confirmer].
Le film a été presque entièrement tourné en Espagne, notamment à Canfranc et à Soria, mais aussi en Finlande et dans la province de l'Alberta au Canada. L'Oural est en réalité figuré par les Pyrénées.
La réplique de Moscou d'environ 4 hectares a été construite en banlieue de Madrid. Elle comprenait une grande rue de 800 mètres avec un tramway et un viaduc, une réplique miniature du Kremlin et 60 magasins et maisons entourant une grande place[réf. à confirmer].
4 000 jonquilles ont été importées des Pays-Bas et plantées à proximité de la montagne de Soria, où était situé le domaine de Jivago[réf. à confirmer].
Le tournage a pris plus de dix mois car D. Lean voulait évoquer les différentes saisons, dont le rude hiver russe. Mais l'Espagne connut un hiver très doux cette année-là, ce qui entraîna de sérieux retards. Il fallut fabriquer de la neige en plastique pendant l'été. Les acteurs devaient se refaire maquiller très souvent à cause de la transpiration[réf. à confirmer].
Alec Guinness et David Lean se disputaient souvent sur le plateau, chacun critiquant le travail de l'autre. Ils se brouilleront quelques années et ne tourneront plus ensemble jusqu'à La Route des Indes (1984), dernier long métrage de David Lean avant son décès en 1991[réf. à confirmer].
Lors du tournage (d'une scène de révolution marxiste) en Espagne, alors sous le régime du général Franco, la police locale est intervenue croyant qu'une véritable révolte avait lieu[réf. à confirmer].
Dans la scène où Julie Christie gifle Rod Steiger, celui-ci la gifle à son tour. Cette seconde gifle n'était pas dans le script et la surprise de Christie en la recevant est réelle[réf. à confirmer].
Lors de la scène dans laquelle Omar Sharif et ses compagnons tentent de hisser une femme à bord du train en marche, une rumeur prétend que l'actrice Lili Murati passa sous le train. S'il s'agit bien d'une rumeur, l'actrice a été réellement blessée sérieusement alors que sa chute a été utilisée dans le montage final[réf. à confirmer]. Le bonus du DVD du 40e anniversaire du film fait cependant écho à cet accident, relaté par Géraldine Chaplin. Le commentaire indique par ailleurs que David Lean prenait des nouvelles chaque jour de la victime pendant le tournage,,.

### Musique
La musique du film est composée par le Français Maurice Jarre, fidèle collaborateur du réalisateur. La musique est enregistrée avec le MGM Studio Orchestra de 110 musiciens dont 22 joueurs de balalaïka, un instrument russe[réf. à confirmer].
Tout comme le film, la bande originale est un succès commercial. L'album s'écoule à 600 000 exemplaires rien que la première année. Malgré ce succès, David Lean jugera plus tard la partition de Maurice Jarre « trop romantique »[réf. à confirmer].
Liste des titres
1. Overture From "Doctor Zhivago" - 4:10
2. Main Title From "Doctor Zhivago" - 2:37
3. Lara Leaves Yuri - 1:25
4. At The Student Cafe - 1:30
5. Komarovsky And Lara's Rendezvous - 3:49
6. Revolution - 3:59
7. Lara's Theme From "Doctor Zhivago" - 2:50
8. The Funeral - 3:05
9. Sventytski's Waltz - 2:12
10. Yuri Escapes - 2:16
11. Tonya Arrives At Varykino - 3:39
12. Yuri Writes A Poem For Lara - 2:35

## Accueil et sortie

### Critique
Pierre Billard qualifie le film dans L'Express d'« adaptation plus qu'honorable du chef-d'œuvre de Pasternak, et [d']une réussite plastique indéniable. »

### Succès mondial
David Lean sera très marqué par certaines critiques négatives, comme celle parue dans Newsweek à la sortie du film, qui décrit un film avec des « décors bâclés » et une « photographie pâle ». Il songera un temps à abandonner le cinéma. Cependant, après les distinctions que récoltera le film et son succès commercial, Lean réalisera finalement La Fille de Ryan (1970), lui aussi très mal accueilli par la presse[réf. à confirmer].
Le film deviendra par la suite un film culte. Il figure dans divers classements honorifiques, notamment de l'American Film Institute : 7e du AFI's 100 Years... 100 Passions et 39e du AFI's 100 Years...100 Movies. Il est présent dans l'ouvrage 1001 films à voir avant de mourir[réf. à confirmer].

### Box-office
Le film est un succès commercial mondial. Il totalise 111 721 910 $ de recettes sur le sol américain. En France, le succès est également au rendez-vous avec 9 816 054 entrées.
En tenant compte de l'inflation, il est le 9e plus gros succès commercial du box-office mondial de l'histoire selon une liste établie en 2014[réf. à confirmer],.

### Sortie en Russie
Tout comme le roman original, le film sera longtemps interdit en Russie de par son sujet. Le roman est cependant autorisé de publication vers novembre 1985, six mois avant le lancement en mai 1986 de la glasnost, la politique de liberté d'expression et de publication d'informations portée par Mikhaïl Gorbatchev. Mais ce n’est qu'en 1994 que le film est diffusé pour la première fois dans le pays[réf. à confirmer].

## Distinctions

### Récompenses
- Oscars 1966 :
  - meilleur scénario adapté : Robert Bolt
  - meilleure création de costumes dans un film en couleurs : Phyllis Dalton
  - meilleure direction artistique dans un film en couleurs : John Box, Terry Marsh et Dario Simoni
  - meilleure musique de film : Maurice Jarre pour le thème musical Lara's Theme (La Chanson de Lara)
  - meilleure photographie dans un film en couleurs : Freddie Young
- Golden Globes 1966 :
  - Golden Globe du meilleur réalisateur pour David Lean
  - Golden Globe du meilleur scénario pour Robert Bolt
  - Golden Globe du meilleur acteur dans un film dramatique pour Omar Sharif
- David di Donatello de la meilleure production étrangère en 1967

### Nominations
- Oscars 1966 :
  - meilleur film
  - meilleur réalisateur : David Lean
  - meilleur son : A. W. Watkins et Franklin Milton
  - meilleur acteur dans un second rôle : Tom Courtenay
  - meilleur montage : Norman Savage
- BAFTA 1967 :
  - meilleur film
  - meilleur acteur : Ralph Richardson
  - meilleure actrice : Julie Christie

## Autour du film
- Dans le plan où le héros revient à Youriatine à demi gelé (vers 2 h 41 min 20 s), deux lettres cyrilliques sont inversées sur la pancarte portant le nom de la gare : ЮРЯИТНЪ au lieu de ЮРЯТИНЪ.
- La scène dans laquelle le docteur Jivago et Lara rencontrent les déserteurs de l'armée est un hommage au film La Grande Parade (1925) de King Vidor, l'un des films préférés de David Lean[2][réf. à confirmer].

## Postérité
- Le Docteur Jivago apparaît, diffusé à la télévision, dans plusieurs scènes de Palombella rossa (1989) de Nanni Moretti.
- Dans La Femme infidèle (1969) de Claude Chabrol, le personnage d'Hélène incarné par Stéphane Audran évoque le visionnage du film lorsque elle raconte sa journée à son mari.
- Dans True Romance (1992) de Tony Scott, il est fait référence au film lors d'un deal de drogue. En effet, pour ne pas se faire repérer au téléphone, Clarence Worley mentionne le film, la blancheur de la cocaïne rappelant les paysages enneigés[12].
- James Belushi mentionne le film dans Double Détente (1988) de Walter Hill lorsqu'il discute avec Arnold Schwarzenegger au sujet de la préparation du thé.[réf. nécessaire]
- Michel Blanc le mentionne dans Je vous trouve très beau (2005), film d'Isabelle Mergault, en affirmant « J'ai vu le Docteur Olivaro il y a longtemps », avant d'être corrigé par la directrice de l'agence matrimoniale, en précisant « Qu'est-ce que c'était long ! »